# Simmelkær
Simmelkær is een plaats in de Deense regio Midden-Jutland, gemeente Herning, en telt 268 inwoners (2008).